# التكييف مع الحياة خارج الرحم
في نهاية الحمل، يجب أن يأخذ الجنين رحلة الولادة ليترك رحم الأم التي تحتضنه. عند دخوله عالم التنفس الهوائي، يجب أن يبدأ المولود الجديد بالتكيف مع الحياة خارج الرحم.
فالبيئة الخارجية هي تغيير جذري بالنسبة للمواليد الجدد، وبالتالي يجب تقييم المولود الجديد بشكل شامل متكرر ودقيق. مقياس أبجار فهو تقييم يتم إجراؤه بعد الولادة مباشرة، وهو عبارة عن تقييم يشمل قياس معدل ضربات القلب، الجهد التنفسي، درجة العضلات، الانعكاس، التهيج، ولون الجلد العام. وحيث يتم تسجيل ملاحظات تقييم أبجار بعد دقيقة ويعاد بعد خمس دقائق من ولادته. يتراوح تسجيل درجات من 0 إلى 10، و 0 يشير لإجهاد قاسي و10 يشير إلى انتقال سلسا إلى حياة خارج الرحم.
يخضع الأطفال حديثي الولادة الذين ينتقلون للعيش خارج الرحم لفترات من التفاعل. وتقسم هذه الفترات إلى ثلاث مراحل: تحدث المرحلة الأولى في أول 30 دقيقة من الحياة؛ وفي أثناء هذه المرحلة، يكون الرضيع منتبها ومستجيبا مع بلوغ معدل نبضات القلب ذروته بمعدل 160 إلى 180 ضربة في الدقيقة ثم يستقر عند معدل خط الأساس الذي يتراوح بين 100 و120 ضربة في الدقيقة. الخشخشة التي تسمعو التنفس غير المنتظم يعد نتيجة طبيعية. اما في المرحلة الثانية، تنخفض الاستجابة والنشاط الحركي وعادة ما يظهر في شكل نوم. ويمكن أن تستمر هذه الفترة من ساعة إلى ساعتين. واما المرحلة الثالثة فهي الفترة الثانية من إعادة النشاط. يمكن أن تحدث هذه الفترة في أي وقت من أول ساعتين إلى 8 ساعات بعد الولادة، وتستمر إلى أي وقت من 10 دقائق إلى عدة ساعات.و قد يحدث تسارع في دقات القلب والتنفس لفترات قصيرة. بالإضافة إلى إخراج العقي.

## القلب
علم وظائف الأعضاء: في الرحم، توفر المشيمة الدم المؤكسج إلى الجنين من خلال الحبل السري. وعند الولادة، يقطع الحبل السري. لذلك يجب أن يتكيف نظام القلب والأوعية الدموية. يؤدي انفصال المشيمة إلى زيادة في مقاومة الأوعية الدموية الجهازية، مما يؤدي إلى زيادة في تدرج الضغط من الأذين الأيسر. الأذين الأيسر لديه الآن ضغط أعلى من الأذين الأيمن مما تسبب في وقفة لإغلاقه خلال أول 10 دقائق من الولادة، يبدأ الدم في التدفق من اليسار إلى اليمين من خلال لشرايين الأنبوبية. وهذا يسبب زيادة كبيرة في الناتج من البطين الأيسر وزيادة في حجم السكتة الدماغية. في وقت لاحق، يزيد نشاط قناة الكالسيوم وقناة البوتاسيوم يقلل من انقباض القناة.
يحدث الإغلاق الوظيفي للشرايين الأنبوبية في غضون أول 24 ساعة، مع إغلاق دائم بعد ذلك في غضون 4 أسابيع. وأخيرا يزيد الناتج القلبية إلى ما يقرب من ضعف ما كان عليه في الرحم. كل هذه التغيرات في نظام القلب والاوعيه الدموية تؤدي إلى التكيف من أنماط دوران الجنين إلى نمط دوران الكبار. خلال هذا الانتقال، ستقدم بعض أنواع أمراض القلب الخلقية التي لم تكن أعراضًا في الرحم أثناء الدورة الدموية الجنينية مع علامات الجهاز التنفسي.

Changing the composition of hemoglobin before and after birth. Also identifies the types of cells and organs in which the gene expression (data on Wood W.G., (1976). Br. Med. Bull. 32, 282.)

مظاهر: عندما تبكي المولود الجديد، يحدث عكس في تدفق الدم عبر المبيض الفورامي مما يجعل المولود الجديد يبدو معتدل في الأيام القليلة الأولى من الحياة. يجب أن يتراوح معدل نبضات القلب لدى المولود الجديد بين 110 و160 نبدة في الدقيقة، ومن الشائع أن يكون معدل نبضات القلب غير منتظم في الساعات الأولى بعد الولادة. سيكون لأصوات القلب اختلاف في درجة الصوت والمدة وشدة الصوت عن أصوات البالغين. يجب أن تتراوح قراءات ضغط الدم من 60 إلى 80 مم زئبقي انبساطي و40 إلى 50 مم زئبقي انبساطي. يجب أن يكون الضغط الشرياني المتوسط هو نفسه أسابيع الحمل عند الولادة. خلال الساعة الأولى بعد الولادة، قد يكون هناك انخفاض يصل إلى 15 مم زئبق في ضغط الدم الانقباضي.
يتم تعريف لقط الحبل المتأخر على أنه الانتظار لأكثر من دقيقتين لشد الحبل السري لحديثي الولادة. وقد ثبت أن هذا مفيد في تحسين الهيماتوكريت والحديد مع تقليل فقر الدم أيضا. يمكن أن تستمر هذه الفوائد لمدة تصل إلى 6 أشهر للمولود الجديد.
التقييمات/التدخلات: تقييم ورصد العلامات الحيوية ولون البشرة مهم في الكشف عن مشاكل القلب والأوعية الدموية لدى الرضيع. يجب أن يكون معدل النبض السباتي مُوسّطًا لدقيقة كاملة عندما يكون المولود الجديد هادئًا أو نائمًا. أي معدل ضربات القلب غير المنتظمة بعد الساعات القليلة الأولى من الحياة التي لا علاقة لها بالبكاء أو عامل خارجي آخر يجب مراقبتها وتقييمها.
سيتم أخذ ضغط الدم مع طوق بحجم مناسب، ويفضل أن يكون المولود الجديد في وضع الراحة. ينبغي تقييم تسارع دقات القلب المتسق لظروف مثل فقر الدم وفرط الحرارة ونقص الدم وتعفن الدم. يمكن أن يكون بطء القلب متسقة مؤشرا على كتلة القلب الخلقية أو نقص الأكسجين وخلايا السمنالوسط المركزي (سيانوز في اليدين والقدمين هو اكتشاف شائع وطبيعي) يمكن أن تشير أيضا إلى مشاكل القلب والأوعية الدموية.